# 35-та ракетна дивізія (РФ)
35-та ракетна Червонопрапорна, орденів Кутузова та Олександра Невського дивізія (35 РД, в/ч 52929) — військове з'єднання Ракетних військ стратегічного призначення Росії чисельністю в дивізію. Дивізія перебуває в складі 33-ї ракетної армії. Розташована у ЗАТО Сибірський Алтайського краю. На озброєнні має міжконтинентальні балістичні ракети.

## Історія
У 1992 році, після розпаду СРСР, 35-та ракетна дивізія перейшла під юрисдикцію Росії.
На 1994 рік основне місце дислокації — ЗАТО Сибірський Алтайського краю.

## Склад
За даними rvsn.info:

### 2006
- 307-й ракетний полк;
- 479-й ракетний полк;
- 480-й ракетний полк;
- 867-й ракетний полк.

Крім ракетних полків, до складу дивізії різного часу входили:

### Додані й допоміжні частини та підрозділи
- 1059-та ремонтно-технічна база (додана 178-му ракетному полку);
- 1515-та ремонтно-технічна база (додана 479-му ракетному полку);
- 1518-та ремонтно-технічна база (додана 480-му ракетному полку);
- 3911-та технічна ракетна база (3911-та трб, в/ч 01276);
- 729-й вузол зв'язку (720-й вз, в/ч 08315);
- 337-ма окрема вертолітна ескадрилья (337-ма ОВЕ, в/ч 29557);
- Військовий госпіталь 33-ї ракетної дивізії (в/ч 52934);
- Окремий батальйон охорони і розвідки 33-ї ракетної дивізії (в/ч 52862);
- Окремий інженерно-саперний батальйон 33-ї ракетної дивізії (в/ч 52928);
- 157-й будинок культури Російської армії;
- Окрема група регламенту засобів зв'язку 33-ї ракетної дивізії (в/ч 52929-А);
- База тилового забезпечення 33-ї ракетної дивізії (в/ч 52929-Б);
- Дивізіонна автомобільна ремонтна майстерня 33-ї ракетної дивізії (в/ч 52929-В).

## Озброєння
- З листопада 1991 року — ракетні комплекси з міжконтинентальними балістичними ракетами РС-12М «Тополь» (15Ж58), переозброєння було закінчено в грудні 1994 року. У складі дивізії 36 ПУ.[2]

## Командири
- З 1992 по 1995 рік — генерал-майор Калиниченко М. І.
- З 1995 по 1998 рік — генерал-майор Розовенко В. П.
- З 1998 по 2002 рік — генерал-майор Свідерський К. В.
- З 2002 по 2006 рік — генерал-майор Баранов Олександр Аркадійович
- З 2006 по 2009 рік — генерал-майор Матвєєв Сергій Сергійович
- З жовтня 2009 по травень 2013 рік — генерал-майор Ногін Роман Олегович
- З травня 2013 по серпень 2017 генерал-майор Талатинник Сергій Андрійович
- З серпня 2017 — генерал-майор (Указ Президента РФ № 595 від 12.12.2019 р) Прокопенков Олександр Олександрович

## Галерея

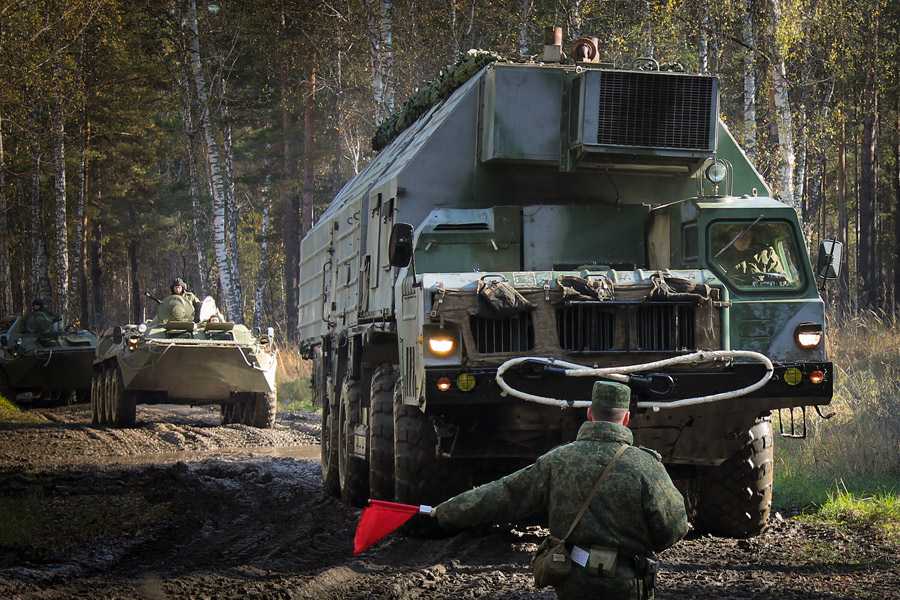
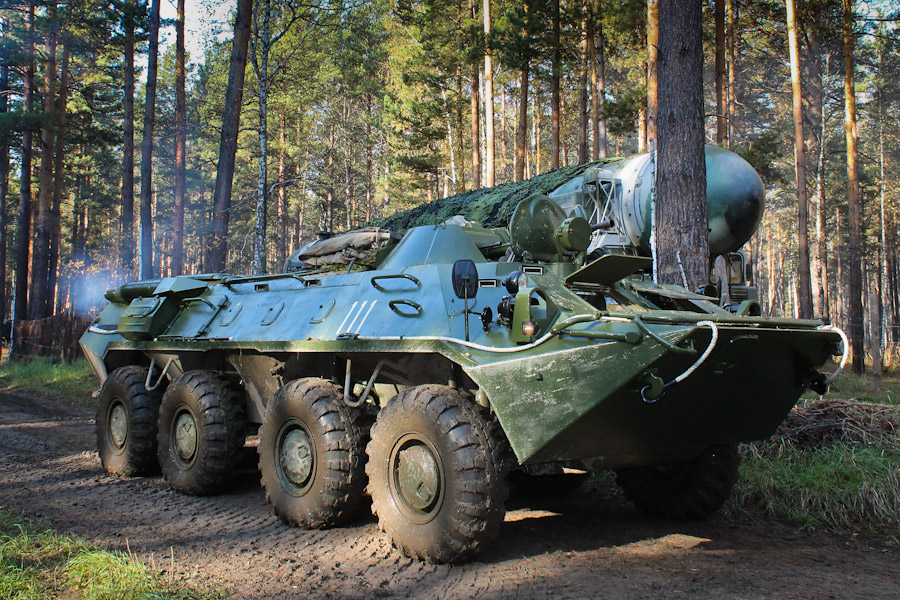
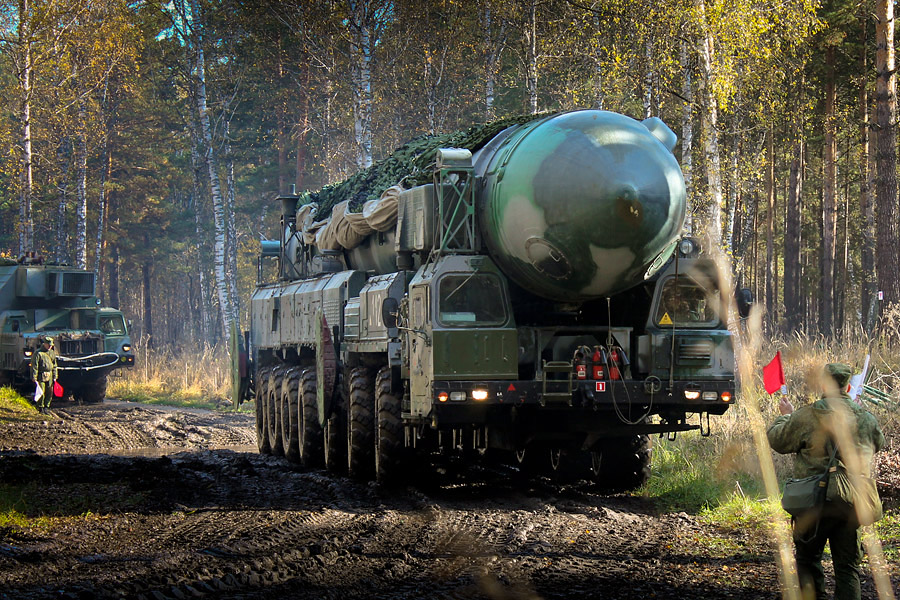
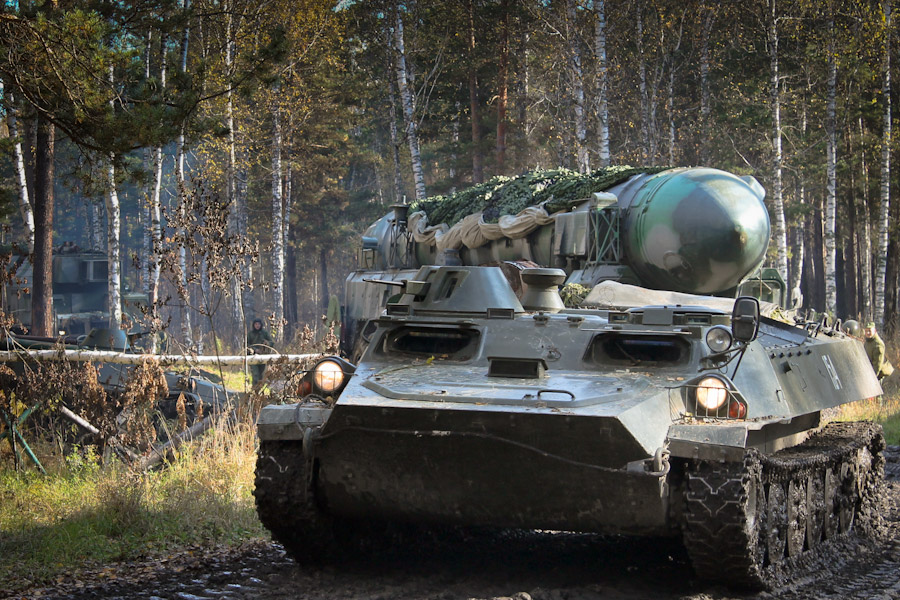
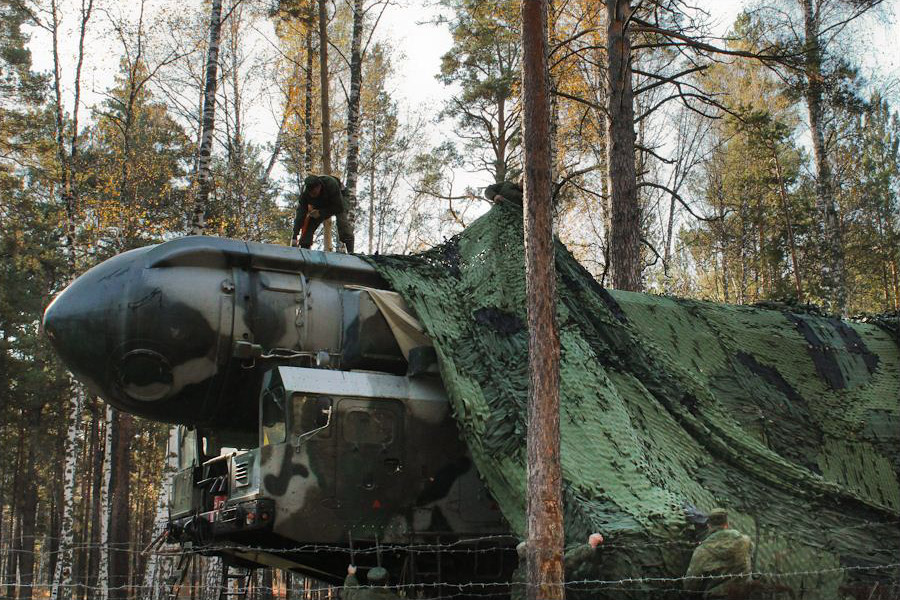
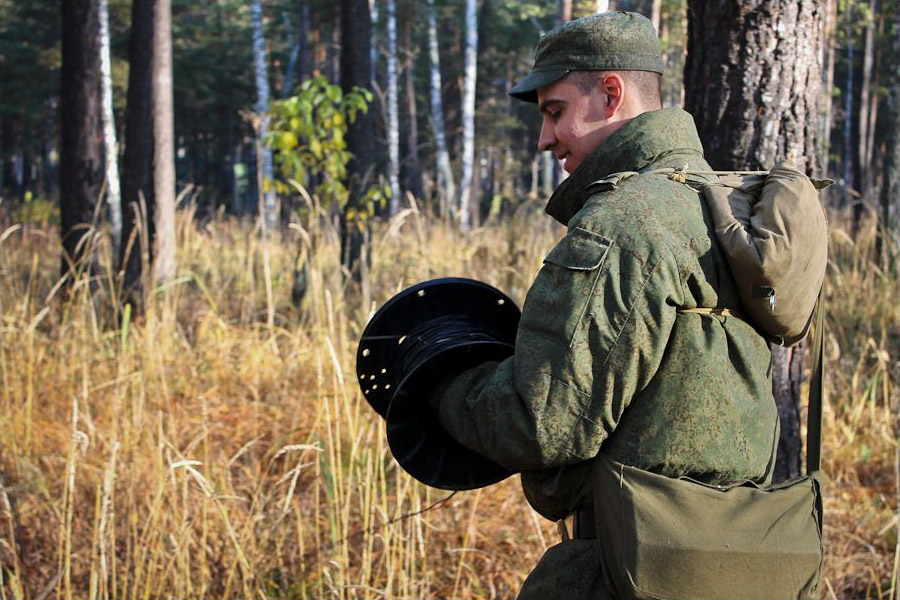
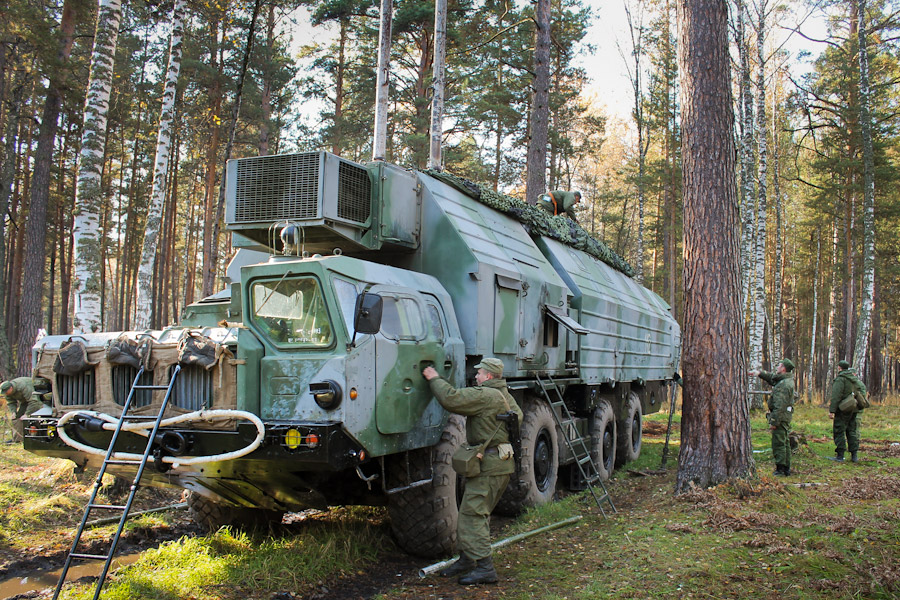